# Bryophaenocladius laticaudus
Bryophaenocladius laticaudus är en tvåvingeart som beskrevs av Ole Anton Saether 1973. Bryophaenocladius laticaudus ingår i släktet Bryophaenocladius och familjen fjädermyggor.
Artens utbredningsområde är South Dakota. Arten har ej påträffats i Sverige. Inga underarter finns listade i Catalogue of Life.